# K2-73
K2-73, EPIC 206245553 — одиночная звезда в созвездии Водолея на расстоянии приблизительно 898 световых лет (около 275 парсек) от Солнца. Видимая звёздная величина звезды — +11,35m.
Вокруг звезды обращается, как минимум, одна планета.

## Характеристики
K2-73 — жёлтый карлик спектрального класса G0V. Масса — около 1,05 солнечной, радиус — около 1,06 солнечного, светимость — около 1,133 солнечной. Эффективная температура — около 5674 К.

## Планетная система
В 2016 году командой астрономов, работающих с фотометрическими данными в рамках проекта Kepler K2, было объявлено об открытии планеты K2-73 b.